# Zählinge
Die Zählinge (Lentinellus) sind eine Pilzgattung innerhalb der Familie der Ohrlöffelstachelingsverwandten (Auriscalpiaceae). Die Blätterpilze haben nabelig-lappige, zähfleischig bis lederartige und langlebige Fruchtkörper, die einzeln oder büschelig wachsen. Die weißcreme- bis fleischfarbenen Lamellen haben gesägte bis gekerbtrandige Schneiden. Der Stiel steht zentral, exzentrisch oder seitlich. Die Pilze haben amyloide, rau oder feinwarzig ornamentierte Sporen und Gleozystiden. Die saprobiotischen Pilze wachsen auf Holz oder toten Wurzeln. Lentinellus cochleatus (Pers.: Fr.) P.Karst., der Anis-Zähling, ist die Typusart der Gattung.

## Merkmale

### Makroskopische Merkmale
Die einzeln bis büschelig wachsenden Fruchtkörper sind normalerweise in Hut und Stiel gegliedert. Der 1–7 cm breite Hut ist gewölbt bis flach ausgebreitet oder trichterförmig vertieft. Er kann glatt und kahl bis samtig oder filzig und klebrig bis trocken sein. Er ist weißlich, ockerfarben oder lebhaft bis matt braun gefärbt. Die angewachsenen bis herablaufenden Lamellen sind weißlich, creme- oder fleischfarben und haben gesägte bis gekerbte Schneiden. Sie stehen recht entfernt. Der ringlose Stiel ist 3–10 cm lang und bis zu 1 cm dick. Er steht zentral, exzentrisch oder seitlich und kann mitunter ganz fehlen. Das Fleisch ist zäh bis ledrig und schmeckt fast mild bis brennend scharf. Die Pilze können undeutlich bis sehr stark nach Anis riechen. Das Sporenpulver ist weiß bis cremefarben.

### Mikroskopische Merkmale
Die Hyphenstruktur der Zählinge ist dimitisch. Neben septierten, generativen Hyphen findet man unseptierte, dickwandige Skeletthyphen. Die stark amyloiden, aber nicht cyanophilen Sporen sind 3–7,5 µm lang und 2–5 µm breit. Sie sind ellipsoid oder fast kugelig und rau bis feinwarzig ornamentiert. Die 4-sporigen Basidien sind keulenförmig. Neben Basidien kommen dünnwandige Gloeozystiden vor, die meist mehr oder weniger spindelig oder bauchig und nach oben hin zugespitzt sind. Sie können aber auch keulig oder flaschenförmig (lageniform) ausgebildet sein. Diese dünnwandigen Zystiden werden von einigen Autoren auch als Leptozystiden bezeichnet. Daneben gibt es in allen Teilen des Fruchtkörpers Pseudozystiden, die in Form von angeschwollenen und oft dickwandigen Enden eines oleiferen Hyphensystems (Gloeoplere Hyphen) in Erscheinung treten. Die Huthaut (Pileipellis) ist eine Cutis aus parallelen, miteinander verwobenen, schmalen, schwach gefärbten Hyphen, aus der haarartige Hyphen herauswachsen können, die dann ein Tomentum bilden können.

## Ökologie und Verbreitung
Die Pilze leben als Saprobionten auf Hart- und Weichholz und auf toten Wurzeln und erzeugen eine Weißfäule. Die Gattung ist weltweit verbreitet, der Verbreitungsschwerpunkt liegt in der gemäßigt temperierten Klimazone.

## Systematik
Die Gattung Lentinellus wurde 1879 durch den finnischen Mykologen P. Kasten mit der Typusart Lentinellus cochleatus definiert. 1825 war diese zusammen mit weiteren Arten von Fries in die Gattung Lentinus (Sägeblättlinge) gestellt worden. Die durch P. Karsten im gleichen Jahr beschriebene Gattung Hemicybe und die durch den tschechischen Mykologen Pilát 1941 beschriebene Gattung Lentinaria werden als synonym angesehen.

Minimum Evolution-Stammbaum von Lentinellus. Lentinellus ist nah verwandt mit Artomyces und bildet mit Auriscalpium eine Abstammungslinie innerhalb der Täublingsartigen. Der 28S RNA-Stammbaum wurde mit dem MEGA 5.10-Programm erstellt. Alle rDNA-Sequenzen stammen von der GenBank. Der Bootstraptest wurde mit 1000 Wiederholungen durchgeführt. Alle weiteren Informationen werden in der Bildbeschreibung angegeben.

Seit Fries zählten Fruchtkörpermerkmale wie Röhren oder Lamellen mit zu den wichtigsten Kriterien für die systematische Einordnung von Pilzen. Da Fruchtkörper der Zählinge in der Regel in Hut und Stiel gegliedert sind und sie zudem Lamellen haben, wurde die Gattung lange Zeit in die Familie der Tricholomataceae (Ordnung Agaricales) gestellt. Erst neuere molekularbiologische Untersuchungen konnten beweisen, dass Lamellen im Laufe der Pilzevolution mehrmals unabhängig voneinander entstanden sind und dass Fruchtkörpermerkmale kaum die natürliche Verwandtschaft von Pilzarten widerspiegeln.
Dennoch wies der niederländische Mykologe Maas Geesteranus bereits 1963 aufgrund morphologischer Untersuchungen auf die nahe Verwandtschaft von Lentinellus und Auriscalpium hin und schlug konsequenterweise vor, die beiden Gattungen in der neuen Familie Auriscalpiaceae zusammenzufassen. Gemeinsame Merkmale der Gattungen sind ein dimitisches Hyphensystem, amyloide, ornamentierte Sporen, gleoplere Hyphen und Gloeozystiden.
Kotlaba und Pouzar hielten es 1972 für nötig, beide Gattungen wieder zu trennen, da sie es nicht für ratsam hielten, Gattungen mit einem lamelloiden (Lentinellus) und einen hydnoiden Hymenophor (Auriscalpium und Gloiodon) in einer Familie zu vereinen. Sie stellten daher Lentinellus in die monotypische Familie Lentinellaceae. Diese Familie stellte Jülich 1981 in seine neu geschaffene Ordnung Hericiales, in der er Pilze zusammenfasste, die glatte oder warzige und amyloide Basidosporen, ein mono- oder dimitisches Hyphensystem und gloeoplere Hyphen haben. Molekularbiologische Untersuchungen zeigen, dass Lentinellus zusammen mit dem Schwestertaxon Artomyces eine Abstammungslinie und die Vertreter mit einem hydnoiden Hymenophor einen zweiten Ast innerhalb der Familie der Auriscalpiaceae bilden. Bei den Vertretern der Gattung Artomyces handelt es sich um Pilze mit koralloiden Fruchtkörpern und glattem Hymenophor.
Der Gattungsname Lentinellus ist das Diminutiv des Gattungsnamens Lentinus (Sägeblättlinge), da Fries ursprünglich die Typusart  L. cochleatus sowie weitere Arten in diese Gattung gestellt hatte. Beide Namen leiten sich vom lateinischen Adjektiv „lentus“ (zäh, biegsam) ab. Die Arten der beiden Gattungen sind sich oberflächlich betrachtet zwar ähnlich, sind aber nicht weiter miteinander verwandt. Die Vertreter der Gattung Lentinus gehören zur Ordnung Polyporales.

## Arten
Weltweit sind über 30 Arten bekannt, in Europa kommen davon 10 Arten vor.
| Deutscher Name         | Wissenschaftlicher Name    | Autor                                         | Foto |
| ---------------------- | -------------------------- | --------------------------------------------- | ---- |
| Filziger Zähling       | Lentinellus castoreus      | (Fr.) Konrad & Maubl.                         |      |
| Anis-Zähling           | Lentinellus cochleatus     | (Pers. : Fr.) P. Karst.                       |      |
| Fächerförmiger Zähling | Lentinellus flabelliformis | (Bolton : Fr.) S. Ito                         |      |
| Mandel-Zähling         | Lentinellus laurocerasi    | (Berk. & Broome) P. D. Orton                  |      |
|                        | Lentinellus marcelianus    | Moreau & Roux                                 |      |
| Genabelter Zähling     | Lentinellus micheneri      | (Berk. & M. A. Curtis) Pegler                 |      |
| Tridentiner Zähling    | Lentinellus tridentinus    | (Sacc. & Syd.) Singer                         |      |
| Geschichteter Zähling  | Lentinellus ursinus        | (Fr. : Fr.) Kühner                            |      |
| Runzelhütiger Zähling  | Lentinellus vulpinus       | (Sowerby : Fr.) Kühner & Maire                |      |
|                        | Lentinellus herbarum       | (Fries 1828 : Fries 1828) P.-A. Moreau et al. |      |